# Pelecorhynchus igniculus
Pelecorhynchus igniculus är en tvåvingeart som beskrevs av Hardy 1918. Pelecorhynchus igniculus ingår i släktet Pelecorhynchus och familjen Pelecorhynchidae. Inga underarter finns listade i Catalogue of Life.